# Kristoffer Zachariassen
Kristoffer Zachariassen, född 27 januari 1994, är en norsk fotbollsspelare som spelar för ungerska Ferencváros TC.

## Klubbkarriär

### Rosenborg
Den 4 december 2019 värvades Zachariassen av Rosenborg, där han skrev på ett fyraårskontrakt. Zachariassen debuterade den 16 juni 2020 i en 0–0-match mot Kristiansund. Den 5 juli 2020 gjorde han sitt första mål i en 3–0-vinst över Stabæk. Rosenborg slutade på fjärde plats i Eliteserien 2020 och Zachariassen gjorde 12 mål på 29 matcher under säsongen.
Den 20 maj 2021 gjorde Zachariassen ett hattrick i en 3–2-seger över Brann.
Den 15 juli 2021 skrev Zachariassen på ett kontrakt med den ungerska klubben Ferencváros TC.

## Landslagskarriär
Den 26 maj 2021 blev Zachariassen för första gången uttagen i Norges landslag till två träningsmatcher mot Luxemburg och Grekland i juni. Han debuterade för Norge den 6 juni 2021 i en 2–1-förlust mot Grekland.